# 中港厝
中港厝，是台灣新北市新莊區的一個地名，位於該區東半葉的西北部，範圍大致包括中隆里不含最北端部分、中原里、中平里、中信里、中港里、中誠里、中宏里、中全里、中泰里、中和里、中華里、中美里、恆安里西半部、立人里東南角除外部分、文德里西北角、榮和里省道以南東北角、立德里、立言里西端除外部分、立泰里、立功里、立志里、立基里、立廷里。

## 歷史
台灣清治末期至日治前期，中港厝地區為一街庄，稱為「中港厝庄」，隸屬於興直堡。該庄北與楓樹腳庄、新塭庄為鄰，東與頭前庄為鄰，南邊為新庄，西邊為海山頭庄、頂田心仔庄。
1920年（日治大正九年），該庄改制為「中港厝」大字，隸屬於臺北州新莊郡新莊街。戰後新莊街改制為新莊鎮，隸屬於臺北縣，大字亦改制為里。其後新莊鎮先後改制為新莊市、新莊區。由於人口增加，如今中港厝地區已細分為多個里。

## 交通
台北捷運中和新蘆線經過中港厝地區南端，並在邊界處設有新莊站。隣近居民可由此路線及相關路網快速前往大台北地區各地，或至台北車站轉搭高鐵、台鐵或客運前往全台各地。
省道台1線經過本地區北端，往東可經三重前往臺北、基隆，往西可前往桃園、新竹及中南部地區。省道台1甲線為台1線的支線，經過本地區南端，往東可進入臺北市，往西可接台1線主線。縣道106號經過本地區，往東南經新海橋可前往板橋、中和、新店、深坑、平溪及瑞芳等地，往西北可前往泰山、林口等地。

## 學校
- 新莊高中
- 恆毅高中
- 中平國中
- 新泰國中
- 新莊國小（部分）
- 中港國小
- 榮富國小
- 中信國小
- 新泰國小

## 公共設施
- 新莊田徑場
- 新莊棒球場
- 新莊體育館
- 新莊國民運動中心

## 廟宇
- 新莊地藏庵